# هنرييت كوش
هنرييت كوش (بالدنماركية: Henriette Koch)‏ هي متسابقة يخت دنماركية، ولدت في 3 أبريل 1985.

## وصلات خارجية
- هنرييت كوش على موقع أوليمبيديا (الإنجليزية)